# Chignik Lagoon
Pour les articles homonymes, voir Chignik.
Chignik Lagoon est une localité d'Alaska aux États-Unis dans le borough de Lake and Peninsula. En 2010, il y avait 78 habitants.

## Situation - climat
Elle est située sur la rive sud de la Péninsule de l'Alaska à 724 km au sud-ouest d'Anchorage, 290 km à vol d'oiseau de King Salmon, 13,7 km de Chignik et 26 km de Chignik Lake.
Les températures moyennes vont de −6 °C à 2 °C en janvier, et de 4 °C à 16 °C en juillet.

## Histoire
Elle tient son nom de sa proximité avec le village de Chignik. Les habitants de ce lieu ont toujours vécu de la pêche. Entre 1767 et 1783, à cause de la chasse pour la fourrure, la population des loutres de mer fut décimée, ce qui a entraîné, en plus de plusieurs épidémies, une importante baisse de la population.
Actuellement, Chignik Lagoon est toujours un village consacré à la pêche, qui est à la base de son économie.

## Démographie
| 1960 | 1980 | 1990 | 2000 | 2010 | - |
| ---- | ---- | ---- | ---- | ---- | - |
| 108  | 48   | 53   | 103  | 78   | - |

## Sources et références
- (en) CIS

- (en) Cet article est partiellement ou en totalité issu de l’article de Wikipédia en anglais intitulé « Chignik Lagoon, Alaska » (voir la liste des auteurs).

1. ↑  « Statistiques des États-Unis (Alaska) - Profils des communautés de 2010 » (consulté en octobre 2020)